# Mecher (Clervaux)
|  | Aquest article tracta sobre el poble de Clervaux. Si cerqueu el poble de Lac de la Haute-Sûre, vegeu «Mecher (Lac de la Haute-Sûre)». |

Mecher (en luxemburguès: Mecher) és una vila i centre administratiu de la comuna de Clervaux del districte de Diekirch al cantó de Clervaux. Està a uns 48 km de distància de la ciutat de Luxemburg.

## Història
Al final de segle vi i especialment al VII monjos missioners deixebles de sant Willibrord van cristianitzar la regió. Van ser els que van introduir el conreu de la vinya en aquesta vall de les Ardenes per aconseguir el vi per al servei diví. Un cop a l'any, en el mes d'octubre, se celebrava una gran festa al poble on se'ls permetia a tots els habitants degustar aquest vi, que després era lliurat als monestirs dels voltants i a les parròquies.
Sota el govern d'Àustria i de l'emperadriu Maria Teresa va ser identificada per primera vegada la població de Mecher així com els seus actius i ingressos. El cens de 1766 esmenta quatre cases habitades per onze homes, deu dones, cinc nens i nou nenes.
Aquesta petita vila encara alberga dues fàbriques: un molí de gra, impulsat per les aigües del Clerve i un molí per moldre l'escorça de roure per obtenir taní per a la fabricació de cuir.